# Römer (stadhuis)

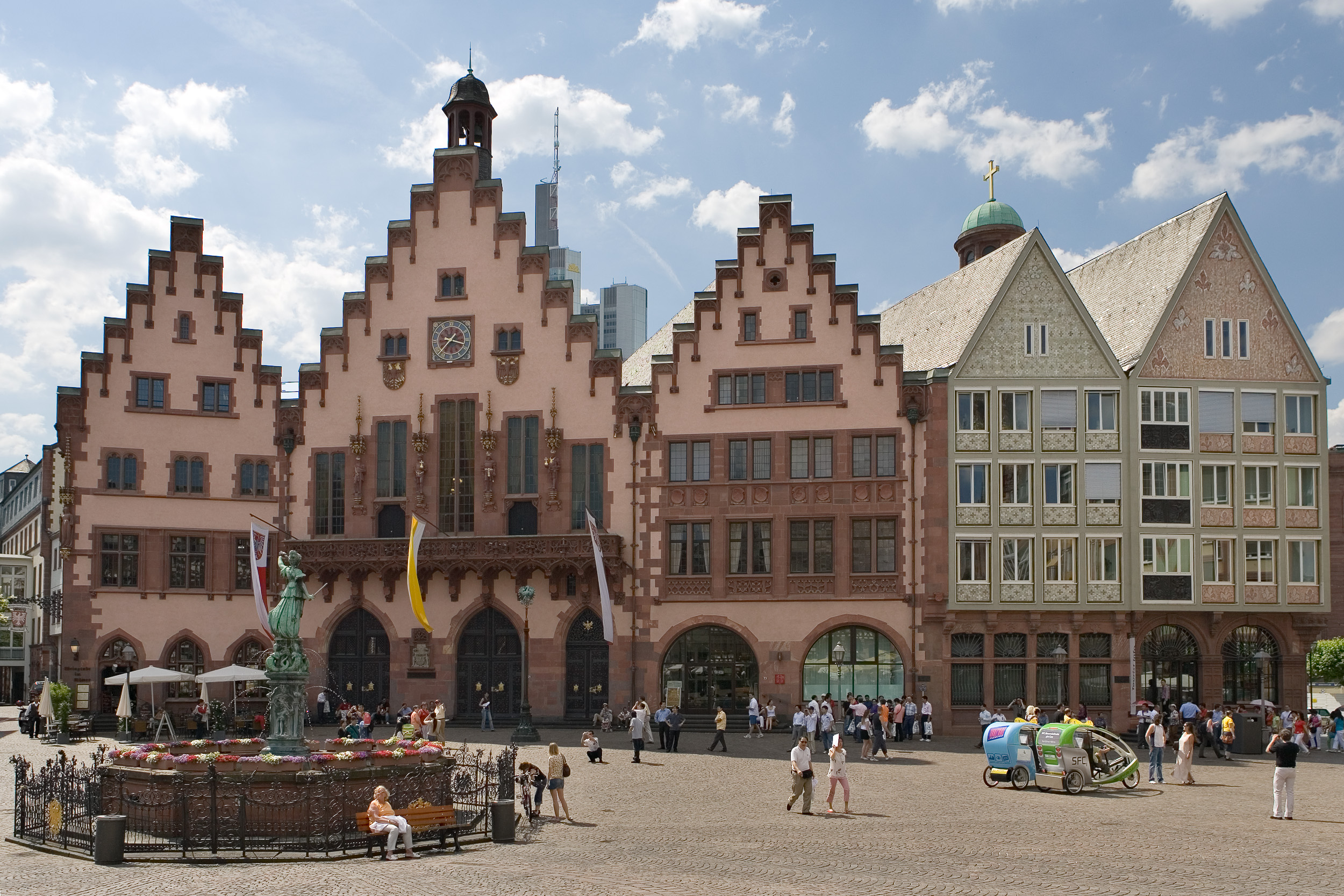
De Römer in Frankfurt am Main

De Römer is al ruim 600 jaar het middeleeuwse stadhuis van de Duitse stad Frankfurt am Main en een van de bekendste bezienswaardigheden van deze stad. Hoewel met de naam Römer meestal het hele complex wordt aangeduid, is het middelste van de drie gebouwen het eigenlijke Haus zum Römer. De andere twee gebouwen zijn het Haus Alt-Limpurg en het Haus Löwenstein.
Toen de raad van de stad rond 1400 een nieuw raadhuis nodig had, ging men op zoek naar een onderkomen in het centrum van de stad. In 1405 werden diverse panden aangekocht van een rijke koopmansfamilie, waaronder de Römer, die werd omgebouwd tot stadhuis. Later werden de aangrenzende panden met de Römer verbonden. Door de tijd heen werd de Römer bij de kroning van de Rooms-Duitse keizer of koning voor het kroningsmaal gebruikt. Tijdens de Tweede Wereldoorlog werd de Römerberg - het plein waar onder andere de Römer aan ligt - deels verwoest, om later weer gerestaureerd te worden.